# Гордон, Крейг
Крейг Си́нклер Го́рдон (англ. Craig Sinclair Gordon; 31 декабря 1982, Эдинбург) — шотландский футболист, вратарь и капитан клуба «Харт оф Мидлотиан». Выступал за сборную Шотландии.

## Биография

### Клубная карьера
Начинал карьеру в клубе «Хартс», окончил школу с 1994 по 1999 год. За «Хартс» дебютировал 6 октября 2002 года в матче с «Ливингстоном» (1:1). В 2004 году был включён в список лучших молодых игроков чемпионата Шотландии. В апреле 2006 года 22-летний Гордон был признан лучшим игроком Шотландии, он был первым из игроков «Хартса», кто получил это звание.
7 августа 2007 года подписал 5-летний контракт с английским «Сандерлендом», его контракт был выкуплен за 13 500 000 евро. В Премьер-лиге дебютировал в матче против «Тоттенхэма» (1:0).

### Карьера в сборной
В сборной Шотландии дебютировал 30 мая 2004 года в матче против Тринидада и Тобаго. Аллан Престон видел его основным вратарём сборной Шотландии и сказал, что Крейг один из лучших вратарей Европы. После ничьей с Италией (1:1) итальянский вратарь Джанлуиджи Буффон утверждал, что Гордон мог бы стать одним из лучших вратарей мира.
19 мая 2021 года был включён в официальную заявку сборной Шотландии для участия в матчах чемпионата Европы 2020 года, а также в товарищеских матчах против сборных Нидерландов и Люксембурга (2 и 6 июня 2021 года соответственно).

## Личная жизнь
Был женат на Дженнифер Гордон. В сентябре 2018 года, после восьми лет брака, пара развелась. У бывших супругов две дочери — Фрейя (род. август 2010) и Эмма (род. май 2013).
C 2018 года состоит в отношениях с бывшей шотландской телеведущей Саммер Харл. 19 апреля 2021 года у пары родился сын Эйс Харлоу Гордон.

## Достижения
- Чемпион Шотландии (5): 2014/15, 2015/16, 2016/17, 2017/18, 2018/19
- Обладатель Кубка шотландской лиги (4): 2014/15, 2016/17, 2017/18, 2018/19
- Обладатель Кубка Шотландии (3): 2005/06, 2016/17, 2017/18